# Страхование от пожара

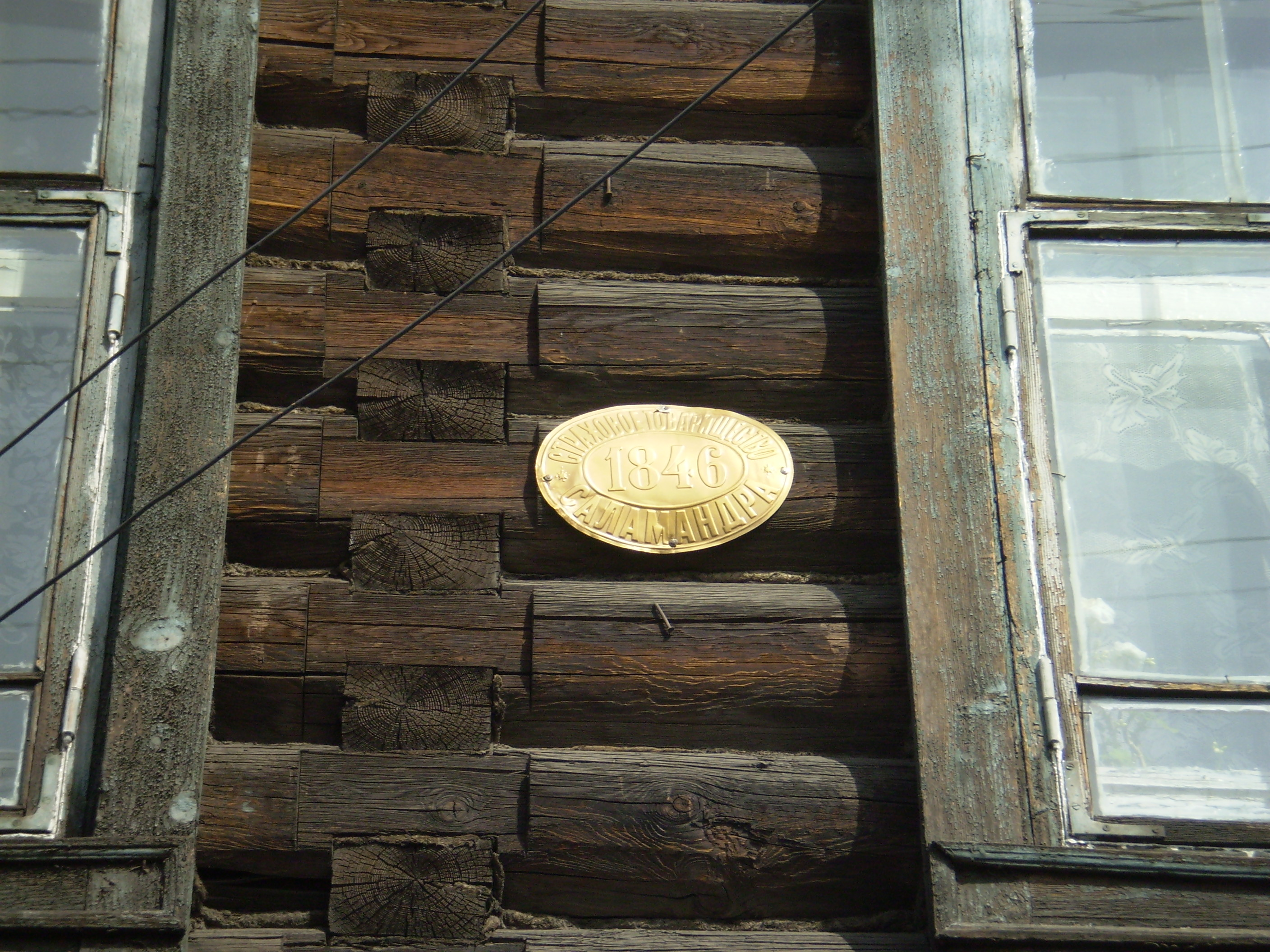
Табличка русского страхового общества «Саламандра». 1846 год.

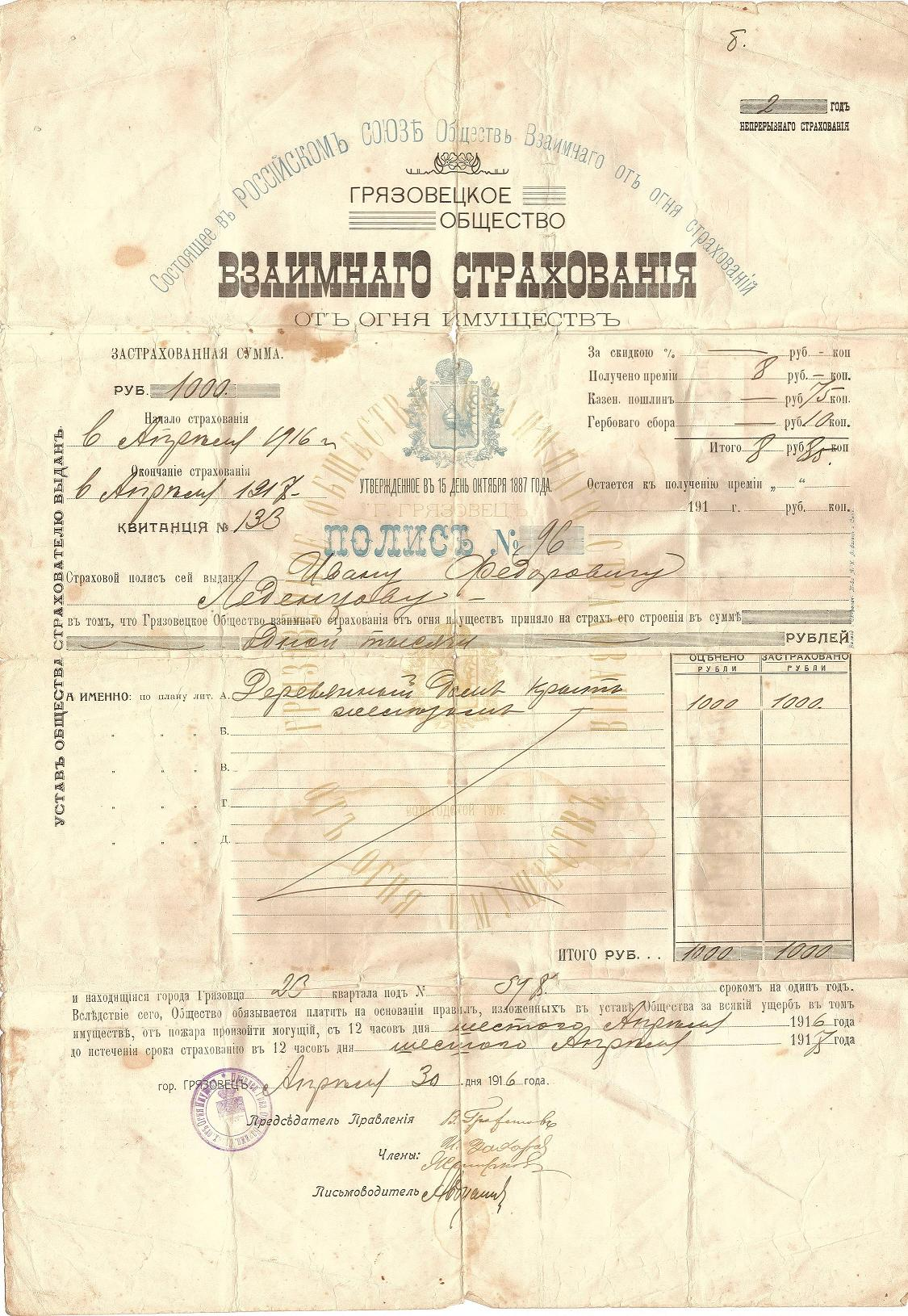
Полис Грязовецкого общества взаимного страхования от огня имущества, апрель 1916 года.

Страхование от пожара (огневое страхование, противопожарное страхование) — основной вид страхования имущества.

## История
Страхование от огня стало интенсивно развиваться после пожаров в крупных городах Европы, произошедших в XVII веке: Большой Лондонский пожар в 1666 году и другие аналогичные события.
В 1667 году в Англии появляются страховые общества, занимающиеся исключительно огневым страхованием. В 1676 году в Гамбурге создаётся Гамбургская пожарная касса — первая в мире публично-правовая организация для защиты от пожара. В 1701 году в Берлине принимается Устав огневого страхования, предназначенный для страховых обществ, занимающихся страхованием от огня. 
Такие кассы создавались и в других городах. «К концу XVIII века почти в каждом городе Германии было введено страхование, и везде оно было введено правительством. В большей части городов основывались кассы застрахования от пожара (Brandversiherungskassen)» .

В России огневое страхование возникло в 1786 году. В Санкт-Петербурге при Государственном заёмном банке была учреждена Особая страховая экспедиция. В 1827 году  было учреждено Первое российское страховое от огня страховое общество.
Первые российские городские общества взаимного страхования от огня были образованы в Туле и Полтаве. В 1883 году состоялся первый съезд представителей этих обществ. К 1917 году общества взаимного страхования от огня были почти в 150 городах России и имели страховой капитал более 1,2 млн рублей. Отличие обществ взаимного страхования от огня было в том, что они не перестраховывали свои риски за границей и весь накопленный капитал оставался в России. Заработанные деньги общества использовали на благоустройство городов и совершенствование пожарного дела.

С 1864 года в Российской империи начала создаваться система обязательного взаимного земского страхования от огня строений, расположенных в черте крестьянской усадебной оседлости. К концу XIX - началу XX века эта система успешно действовала, осуществляя не только обязательное, но и добровольное страхование от огня строений в сельской местности, а также на городских окраинах.
С организационной точки зрения эта система представляла собой публично-правовое страхование.

## Объект страхования
Объектом страхования при страховании от огня является имущественный интерес страхователя (выгодоприобретателя), связанный с владением, пользованием и распоряжением имуществом на случай его повреждения или уничтожения в результате пожара и иных рисков.

## Страхуемые риски
По договору страхования от огня страховщик выплачивает ущерб, вызванный пожаром, ударом молнии, взрывом, падением пилотируемого летательного аппарата. При страховании от огня в основе лежит комплексный риск (по-английски FLEXA — от Fire, Lightning, EXplosion, Aircraft Impact), .
Под пожаром (огнём) подразумевается возникновение огня, способного распространяться вне мест, специально предназначенных для его разведения и поддержания.

## Обязательное противопожарное страхование
В 1994 году был принят федеральный закон N 69-ФЗ «О пожарной безопасности», статья 28 которого предусматривала, что противопожарное страхование может проводиться и в добровольном, и в обязательном порядке:

Статья 28. Противопожарное страхование
Противопожарное страхование может осуществляться в добровольной и обязательной формах.
Предприятия, иностранные юридические лица, предприятия с иностранными инвестициями, которые осуществляют предпринимательскую деятельность на территории Российской Федерации, должны проводить обязательное противопожарное страхование:
имущества, находящегося в их ведении, пользовании, распоряжении;
гражданской ответственности за вред, который может быть причинен пожаром третьим лицам;
работ и услуг в области пожарной безопасности.
Порядок и условия обязательного противопожарного страхования устанавливаются федеральным законом. Перечень предприятий, подлежащих обязательному противопожарному страхованию, определяется Правительством Российской Федерации.
В целях реализации мер пожарной безопасности в порядке, установленном Правительством Российской Федерации, создаются фонды пожарной безопасности, формируемые за счет отчислений страховых организаций из сумм страховых платежей по противопожарному страхованию в размере не ниже пяти процентов от этих сумм. Управление фондами пожарной безопасности осуществляет Государственная противопожарная служба на основе типового устава, утверждаемого Правительством Российской Федерации.
Сумма средств, израсходованных на противопожарное страхование предприятиями, иностранными юридическими лицами, предприятиями с иностранными инвестициями, которые осуществляют предпринимательскую деятельность на территории Российской Федерации, относится на себестоимость продукции (работ, услуг). Сумма средств, израсходованных гражданами на противопожарное страхование, исключается из их совокупных налогооблагаемых доходов за текущий год.
При противопожарном страховании страхователям предоставляются скидки со страховых тарифов с учетом состояния пожарной безопасности страхуемого имущества. Размер скидок со страховых тарифов определяется страховщиками самостоятельно.
— Федеральный закон от 21.12.1994 N 69-ФЗ (ред. от 29.06.2004) «О пожарной безопасности» : Статья 28. Противопожарное страхование
Однако в 2004 году этот закон был приведен в соответствие с ГК РФ и статья 28 утратила силу.
После резонансной катастрофы — пожара в клубе «Хромая лошадь» (Пермь, 2009 год) — был спешно разработан законопроект о введении в России обязательного противопожарного страхования (ОППС). Этот законопроект много раз перерабатывался, трансформировался, его отдельные положения встраивались в другие законопроекты,, но в итоге он так и не был принят в сколь-нибудь полном виде как противоречащий Гражданскому кодексу РФ.